# Perversiones (álbum de Barón Rojo)
Perversiones es el duodécimo disco en estudio de la banda española de Heavy metal Barón Rojo, editado en 2003.
Perversiones es un álbum de covers, conteniendo canciones clásicas del heavy metal, del rock e incluso del blues en versiones de Barón Rojo. Entre los múltiples artistas versionados a lo largo de los 16 cortes del CD, figuran nombres de la talla de Jimi Hendrix, Rainbow, Deep Purple, AC/DC, el Michael Schenker Group, Jeff Beck, Black Sabbath o el mítico bluesman Willie Dixon, entre otros.
El disco fue grabado y mezclado en los estudios Oasis de Madrid, durante los meses de marzo, abril y mayo de 2003, y salió a la venta el 9 de junio de 2003. Fue producido por José Miguel Ros y Carlos Rufo para Zero Records, y contó con la colaboración de Óscar Cuenca al piano y sintetizador, Carlos Rufo a la guitarra en "Plynth" y José Miguel Ros a los coros.

## Lista de canciones
1. "Spotlight Kid" (cover de Rainbow) - 4:51
2. "Why Dontcha" (cover de West, Bruce and Laing) - 3:23
3. "Loneliness" (cover de Grand Funk Railroad) - 6:25
4. "Turn It Up" (cover de Ted Nugent) - 3:33
5. "Assault Attack" (cover del Michael Schenker Group) - 4:17
6. "Spanish Castle Magic" (cover de The Jimi Hendrix Experience) - 3:54
7. "Shake My Tree" (cover del dúo Coverdale-Page) - 4:57
8. "Good Lovin' Gone Bad" (cover de Bad Company) - 3:43
9. "Neon Knigths" (cover de Black Sabbath) - 3:56
10. "Hoochie Coochie Man" (cover de Willie Dixon, popularizado por Muddy Waters) - 6:10
11. "Plynth (Water Down The Drain)" (cover del Jeff Beck Group)
12. "Crossroads" (cover de Robert Johnson) - 4:00
13. "Pictures Of Home" (cover de Deep Purple) - 4:32
14. "Move Over" (cover de Janis Joplin) - 4:50
15. "What's Next To The Moon" (cover de AC/DC) - 3:53
16. "Father Of Night" (cover de Bob Dylan) - 8:35

## Formación
- Carlos de Castro - guitarra, voz
- Armando de Castro - guitarra, voz
- Ángel Arias - bajo, coros
- Vale Rodríguez - batería, coros